# Kurt Lucas
Kurt Lucas (* 1. September 1905 in Berlin; † 25. Dezember 1986 in Ost-Berlin) war ein deutscher Widerstandskämpfer gegen den Nationalsozialismus und Gewerkschaftsfunktionär (FDGB). Er war Vorsitzender der Industriegewerkschaft Transport und der Industriegewerkschaft Eisenbahn.

## Leben
Lucas, Sohn einer Köchin,  erlernte nach dem Besuch der Volksschule den Beruf eines Schleifers. Er war ab 1920 gewerkschaftlich organisiert und trat 1921 dem Kommunistischen Jugendverband Deutschlands sowie 1925 der Kommunistischen Partei Deutschlands bei. Er übte verschiedene gewerkschaftliche und Parteifunktionen aus.
Nach der „Machtergreifung“ der Nationalsozialisten beteiligte sich Lucas am Widerstand. Im März 1933 wurde er verhaftet und in das KZ Sonnenburg verbracht. Nach seiner Entlassung unter Polizeiaufsicht gestellt, betätigte er sich erneut illegal. Nach seiner Einberufung zur Wehrmacht lief er zu den tschechoslowakischen Partisanen über.
Nach seiner Rückkehr nach Deutschland fand Lucas zunächst eine Beschäftigung als Funktionär in der 1946 gegründeten Industriegewerkschaft Eisenbahn, deren zweiter Vorsitzender er zeitweise bis November 1950 war. Zudem wurde er als ehemaliges KPD-Mitglied in die SED aufgenommen. Auf dem 3. FDGB-Kongress Ende August/Anfang September 1950 wurde er als Mitglied in den FDGB-Bundesvorstand gewählt. Nach den Volkskammerwahlen vom Oktober 1950 und der daraufhin bevorstehenden Regierungsbildung schlug der FDGB-Bundesvorstand auf einer Tagung im November 1950 Lucas als Staatssekretär für das Ministerium für Verkehr vor, um stärkeren gewerkschaftlichen Einfluss auf die DDR-Regierung zu nehmen. Dem wurde letztendlich nicht entsprochen, Staatssekretäre wurden Ernst Wollweber und Erich Wächter. Lucas wurde jedoch als Hauptabteilungsleiter im Ministerium für Verkehr eingestellt. 1952 wurde Lucas zu einem Studium an die  Bezirksparteischule „Friedrich Engels“ in Berlin delegiert. Anschließend löste er im Februar 1954 Otto Seeger als Vorsitzenden des Zentralvorstandes der IG Eisenbahn ab. Auch aufgrund dieser Funktion wurde Lucas für die Wahl zur 2. Volkskammer im Oktober 1954 vom FDGB als Kandidat nominiert und auch gewählt. Im Februar 1955 wurden ihm jedoch seine Funktionen in der Gewerkschaft und im DDR-Parlament „wegen Schädigung des Ansehens der Gewerkschaften“ entzogen. Karl Fritsche wurde Nachfolger als Vorsitzender des Zentralvorstandes der IG Eisenbahn, die Mitgliedschaft im FDGB-Bundesvorstand verlor Lucas ebenfalls. Am 20. Mai 1955 musste er sein Abgeordnetenmandat in der Volkskammer niederlegen, Nachfolgerin wurde Leokardia Lehmann. Zwischen 1955 und 1970 war Lucas in der Verwaltung der Sozialversicherung tätig.
Lucas wohnte zuletzt in Berlin-Weißensee und starb im Alter von 81 Jahren.

## Auszeichnungen
- Medaille für die Teilnahme an den bewaffneten Kämpfen der deutschen Arbeiterklasse in den Jahren 1918 bis 1923
- Medaille für Kämpfer gegen den Faschismus 1933 bis 1945
- Vaterländischer Verdienstorden in Bronze (1962), in Silber (1975) und in Gold (1980)